# مايكل بودن
مايكل بودن (بالإنجليزية: Michael Bowden) هو لاعب كرة قاعدة أمريكي، ولد في 9 سبتمبر 1986 في وينفيلد في الولايات المتحدة.

## وصلات خارجية
- مايكل بودن على موقع دوري كرة القاعدة الرئيسي (الإنجليزية)
- مايكل بودن على موقع الدوري الياباني لكرة القاعدة (الإنجليزية)
- مايكل بودن على موقع دوري كوريا الجنوبية لكرة القاعدة (الإنجليزية)
- مايكل بودن على موقعبيزبول رفرنس.كوم (الدوري الرئيسي) (الإنجليزية)
- مايكل بودن على موقعبيزبول رفرنس.كوم (الدوري الثانوي) (الإنجليزية)
- مايكل بودن على موقع إي إس بي إن.كوم (أم.أل.بي) (الإنجليزية)
- مايكل بودن على موقع مشجعي الرسوم البيانية (الإنجليزية)